# Groupe de NGC 6868
Le groupe de NGC  6868 comprend au moins 11 galaxies situées dans la constellation du Télescope. La distance moyenne entre ce groupe et la Voie lactée est d'environ 41,9 Mpc (∼137 millions d'al).

## Membres
Le tableau ci-dessous liste les 11 galaxies du groupe indiquées dans l'article de A.M. Garcia paru en 1993.
| Nom                 | Class.         | Type                  | α (J2000.0)     | δ (J2000.0)     | Vitesse radiale (km/s) | m     | Distance (Mpc) | Diamètre (kal) |
| ------------------- | -------------- | --------------------- | --------------- | --------------- | ---------------------- | ----- | -------------- | -------------- |
| NGC 6851            | E?             | Elliptique            | 20h 03m 34.37s  | -48° 17′ 04.2″  | 3036 ± 15              | 11,8  | 42,9 ± 3,0     | 92             |
| NGC 6861            | SA0^-(s)?      | Lenticulaire          | 20h 07m 19.48s  | -48° 22′ 12.8″  | 2829 ± 17              | 11,1  | 39,7 ± 2,8     | 175            |
| NGC 6868            | E2             | Elliptique            | 20h 09m 54.07s  | -48° 22′ 46.4″  | 2854 ± 15              | 10,7  | 40,1 ± 2,8     | 236            |
| NGC 6870            | SAB(r)ab       | Spirale intermédiaire | 20h 10m 10.859s | -48° 17′ 13.47″ | 2951 ± 10              | 12,3  | 41,5 ± 2,9     | 178            |
| NGC 6875            | SAB0^-(s) pec? | Lenticulaire          | 20h 13m 12.47s  | -46° 09′ 41.9″  | 3121 ± 25              | 12,1  | 43,8 ± 3,1     | 164            |
| NGC 6893            | (L)SA(rs)0^+   | Lenticulaire          | 20h 20m 49.64s  | -48° 14′ 20.7″  | 3056 ± 26              | 11,8  | 42,9 ± 3,0     | 159            |
| IC 4943             | E pec?         | Elliptique            | 20h 06m 28.26s  | -48° 22′ 32.2″  | 2969 ± 19              | 12,7  | 41,8 ± 2,9     | 83             |
| NGC 6861D PGC 64153 | SA(s)0-?       | Lenticulaire          | 20h 08m 19.48s  | -48° 12′ 41.1″  | 2633 ± 22              | 12,4  | 36,8 ± 2,6     | 135            |
| NGC 6875A PGC 64240 | SAB(s)d        | Spirale intermédiaire | 20h 11m 55.86s  | -46° 08′ 38.7″  | 3146 ± 10              | 13,2  | 44,2 ± 3,1     | 121            |
| ESO 233-36          | Sab?           | Spirale               | 20h 09m 34.36s  | -49° 13′ 17.3″  | 3291 ± 10              | 12,2  | 46,6 ± 3,3     | 105            |
| ESO 284-47          | SA:(r)0^0      | Lenticulaire          | 20h 16m 53.13s  | -47° 19′ 39.0″  | 2928 ± 45              | 13,79 | 41,0 ± 3,0     | 67             |

Le site DeepskyLog permet de trouver aisément les constellations des galaxies mentionnées dans ce tableau ou si elles ne s'y trouvent pas, l'outil du site constellation permet de le faire à l'aide des coordonnées de la galaxie. Sauf indication contraire, les données proviennent du site NASA/IPAC.